# Mosul (Azerbajdzjan)
Mosul (ryska: Мосул) är en ort i Azerbajdzjan. Den ligger i distriktet Zaqatala Rayonu, i den nordvästra delen av landet, 300 km väster om huvudstaden Baku. Mosul ligger 210 meter över havet och antalet invånare är 2 842.
Terrängen runt Mosul är platt åt nordost, men åt sydväst är den kuperad. Närmaste större samhälle är Aliabad, 6,7 km nordost om Mosul.
Trakten runt Mosul består till största delen av jordbruksmark. Runt Mosul är det ganska glesbefolkat, med 31 invånare per kvadratkilometer.